# Plantago leiopetala
Plantago leiopetala är en grobladsväxtart som beskrevs av Richard Thomas. Lowe. Plantago leiopetala ingår i släktet kämpar, och familjen grobladsväxter. Inga underarter finns listade i Catalogue of Life.

## Bildgalleri

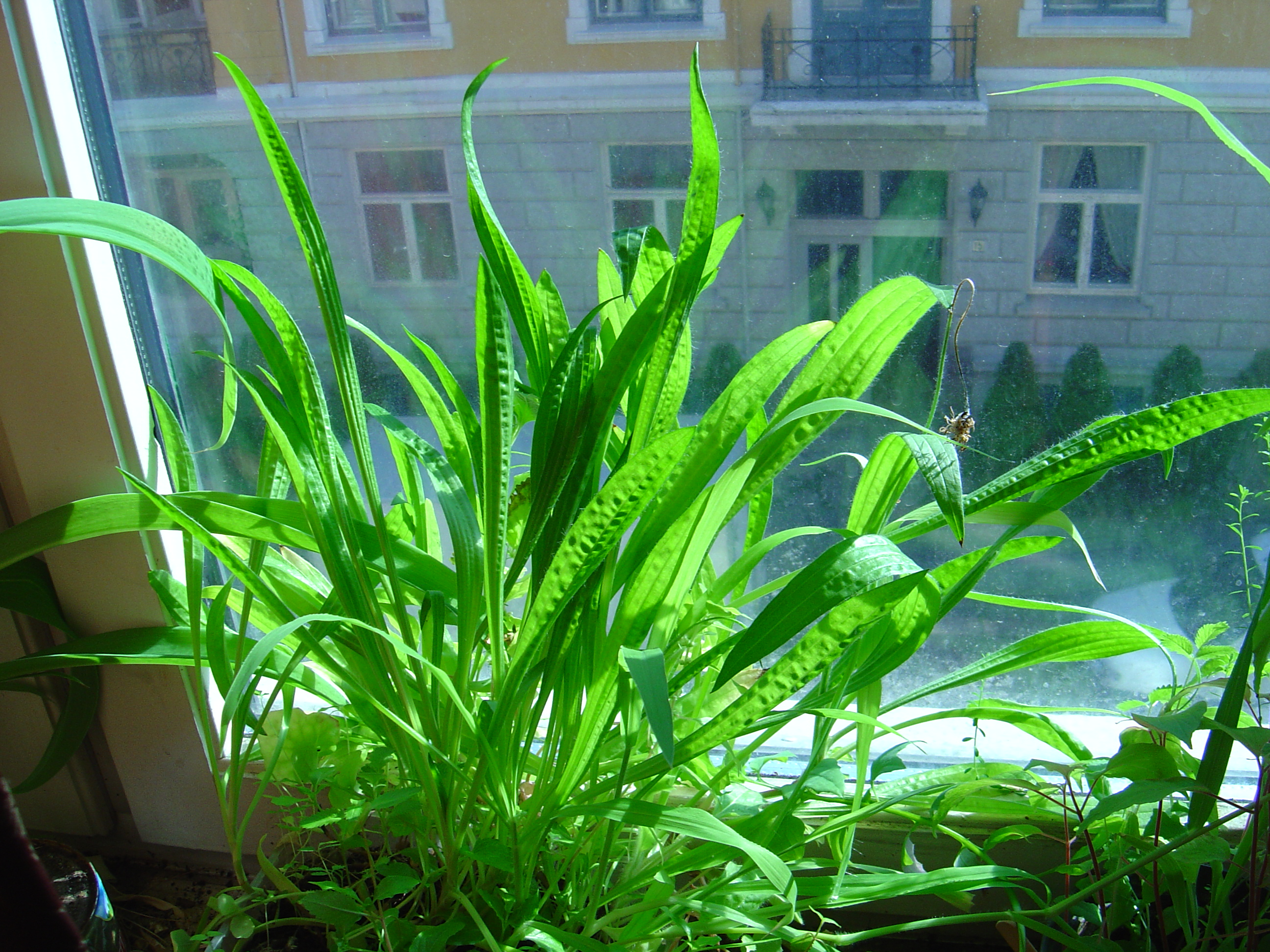
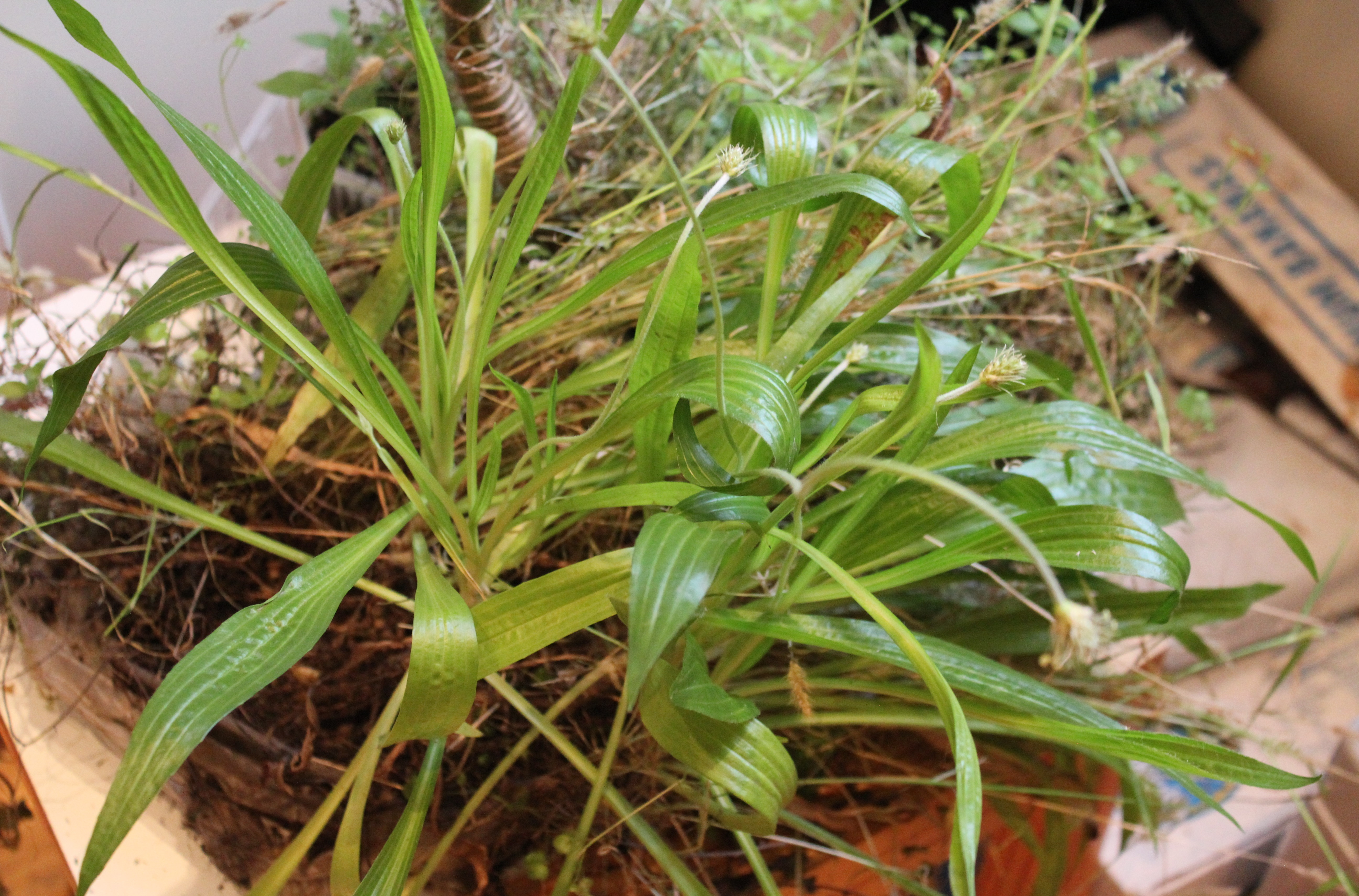
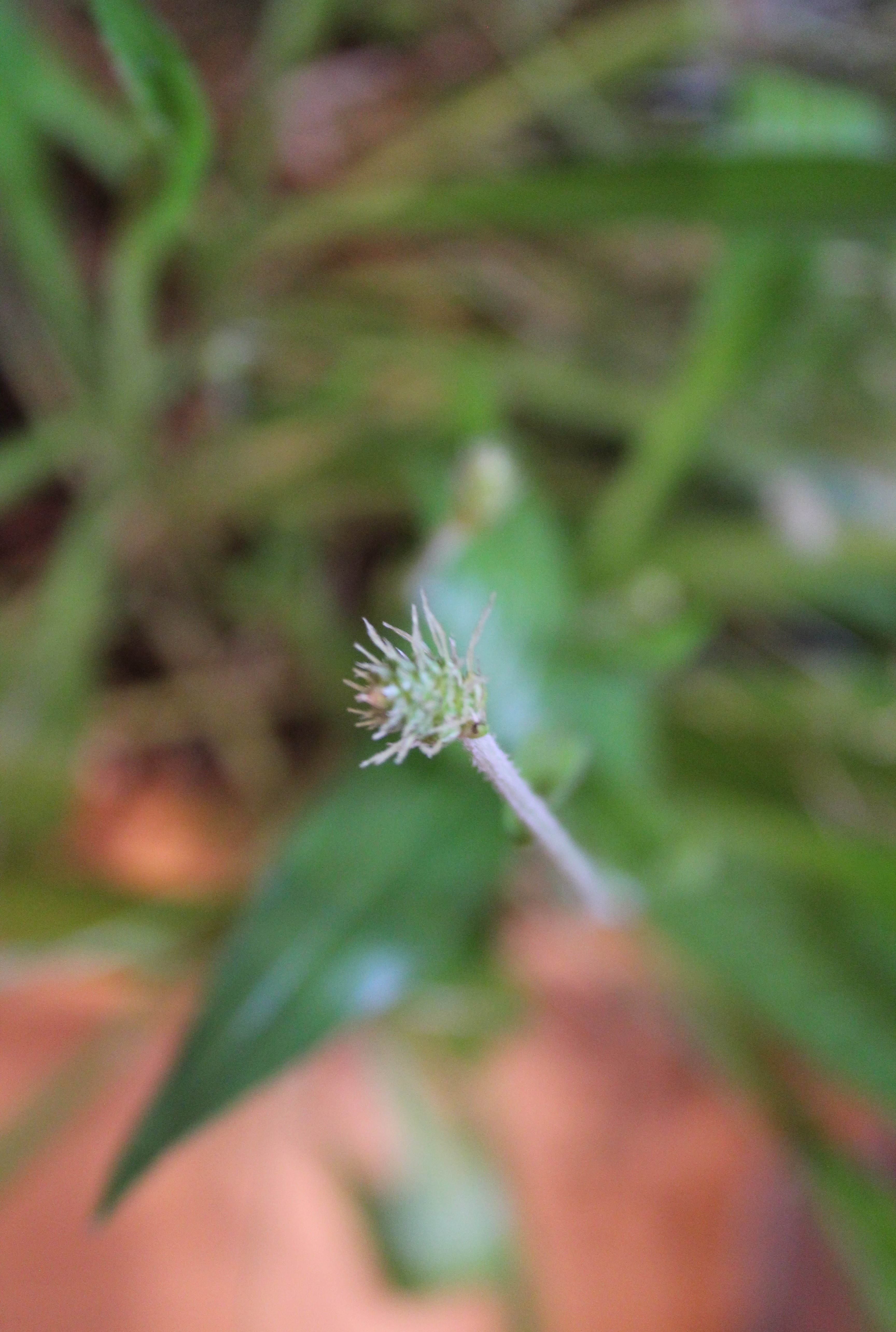
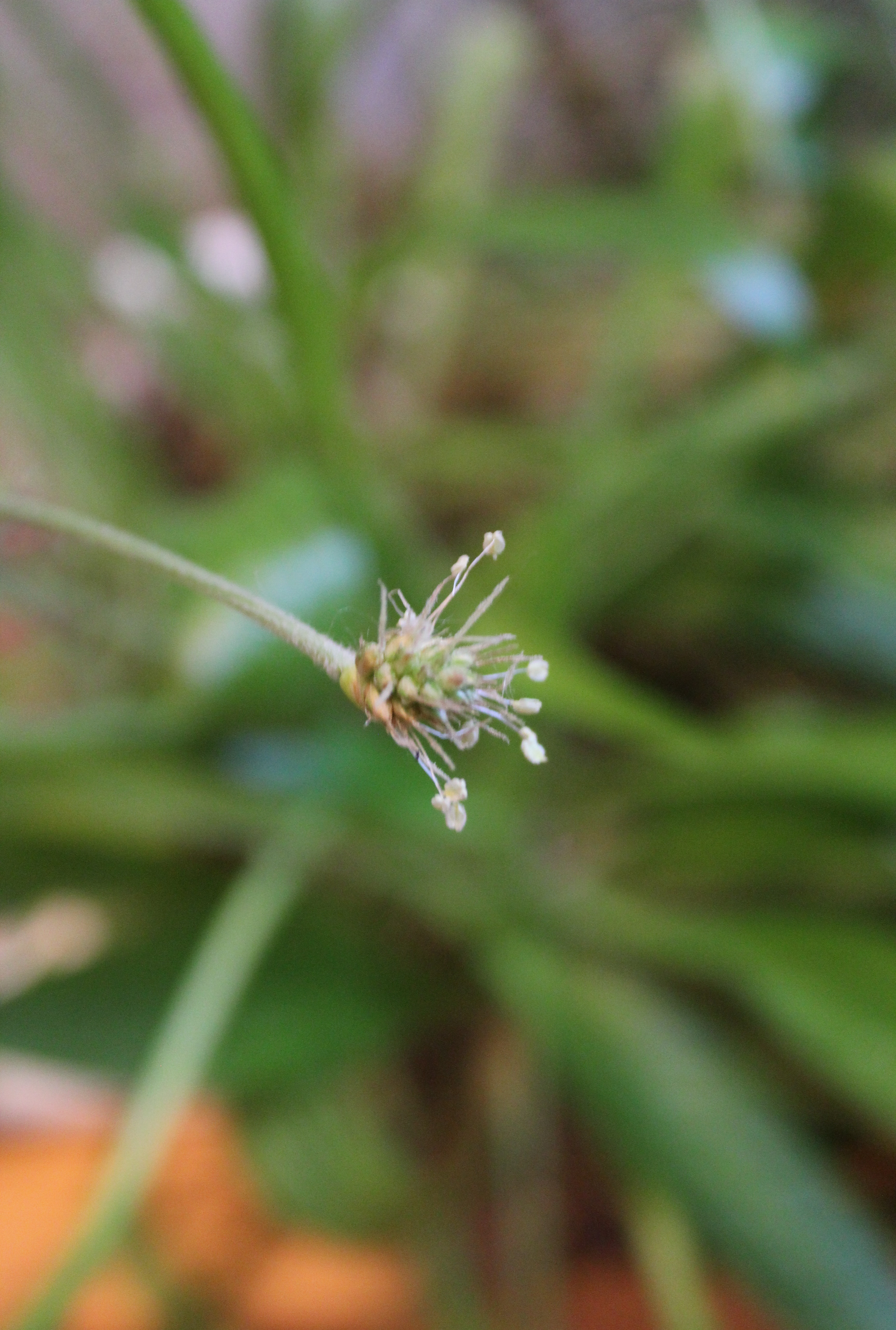
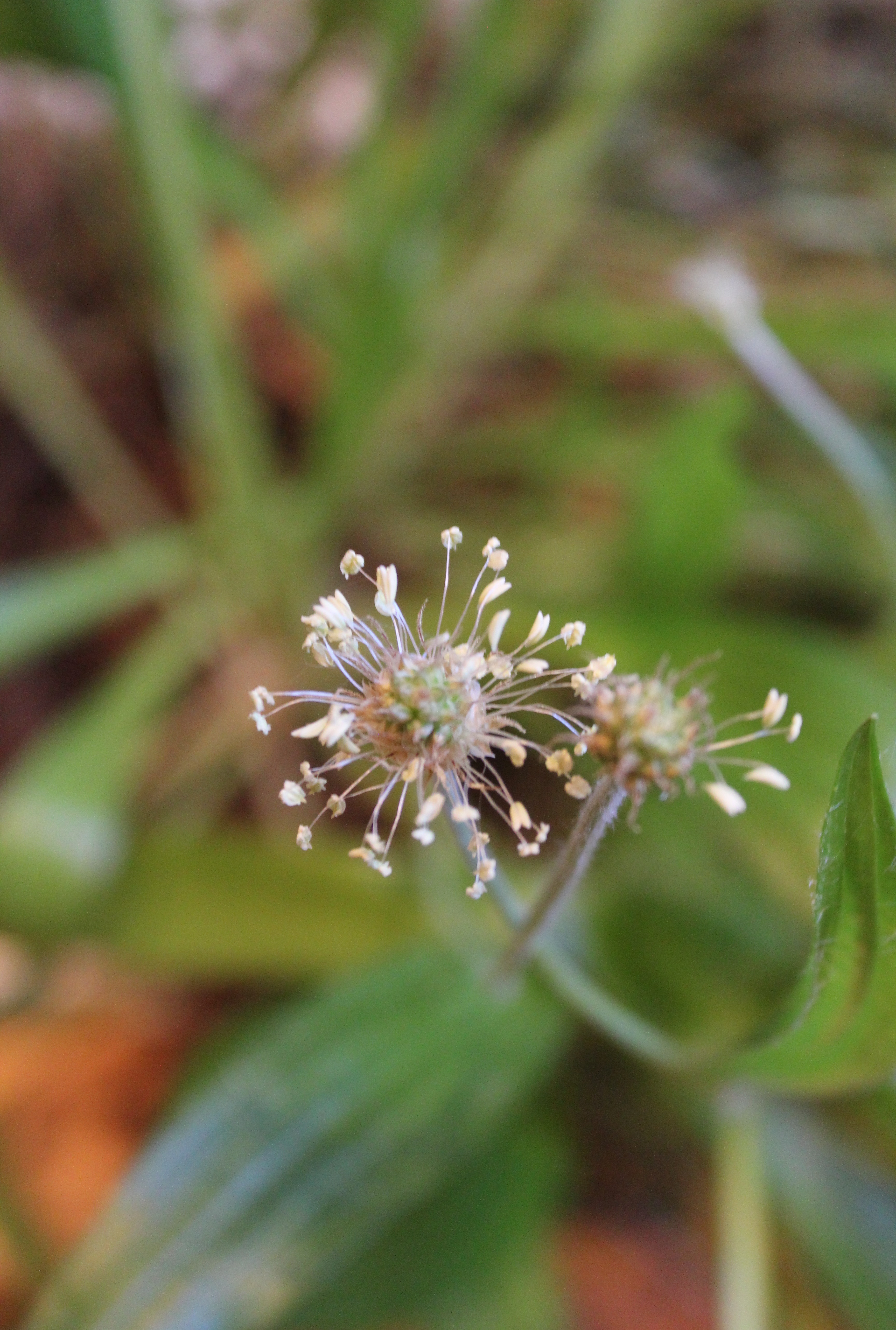
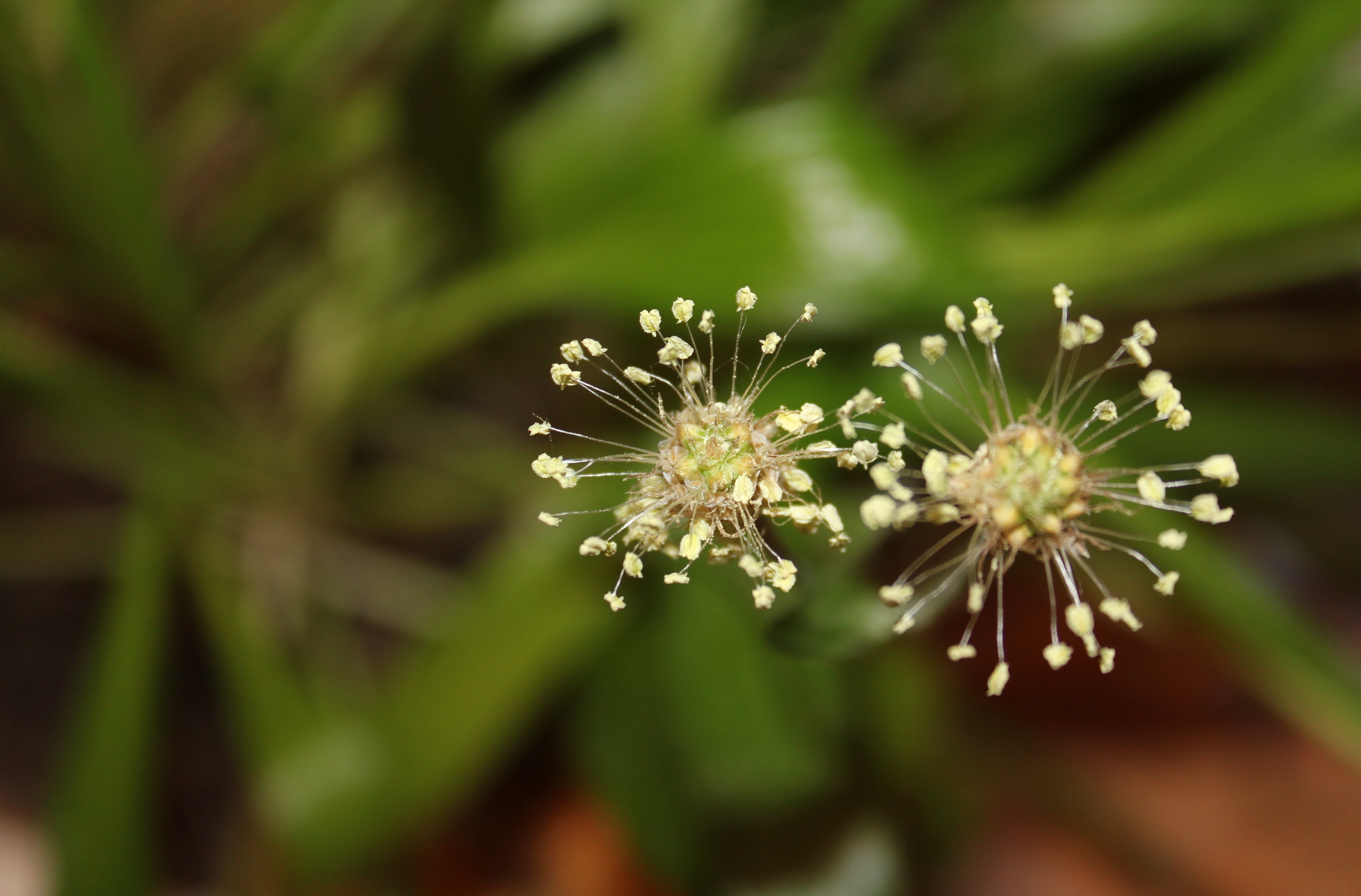